# Fausse balle (baseball)
Foul ball
Pour le roman, voir Fausse Balle.

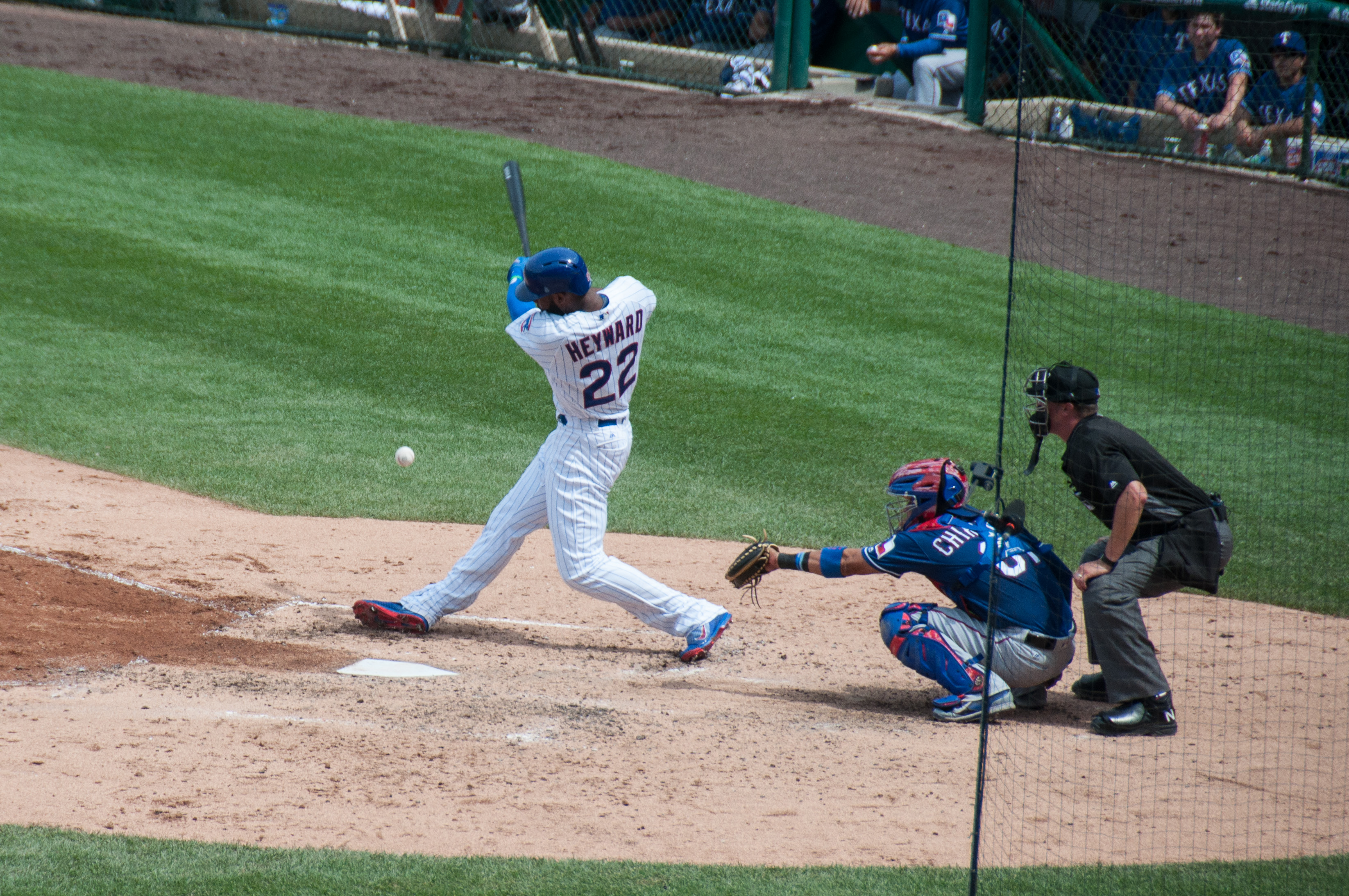
Jason Heyward frappe une fausse balle.

Au baseball, une fausse balle (foul ball en anglais) est une balle frappée hors-jeu.

## Description
Pour être considérée comme une fausse balle, cette balle doit :
- Toucher le sol hors des limites du terrain avant qu'un joueur en défense n'ait pu l'attraper.
- Toucher le sol hors des lignes de démarcation bordant le champ gauche ou le champ droit sans avoir au préalable touché le champ intérieur, à l'intérieur des limites du terrain, ou sans avoir touché un joueur en défense, un arbitre ou l'une des bases.
- Atterrir dans les gradins mais hors des limites de la zone de jeu (alors que si elle franchit la clôture du champ extérieur à l'intérieur des limites, le frappeur sera crédité d'un coup de circuit).
- Atterrir en territoire des fausses balles après avoir rebondit sur le marbre, le frappeur, le receveur, ou le grillage derrière le marbre.

Lorsque la balle frappée est annoncée comme une fausse balle, tous les coureurs se trouvant autour des buts doivent retourner à leur base initiale et aucun jeu ne peut avoir lieu avant que le signal soit donné par l'arbitre et que le lanceur ne retourne au monticule pour reprendre le jeu.

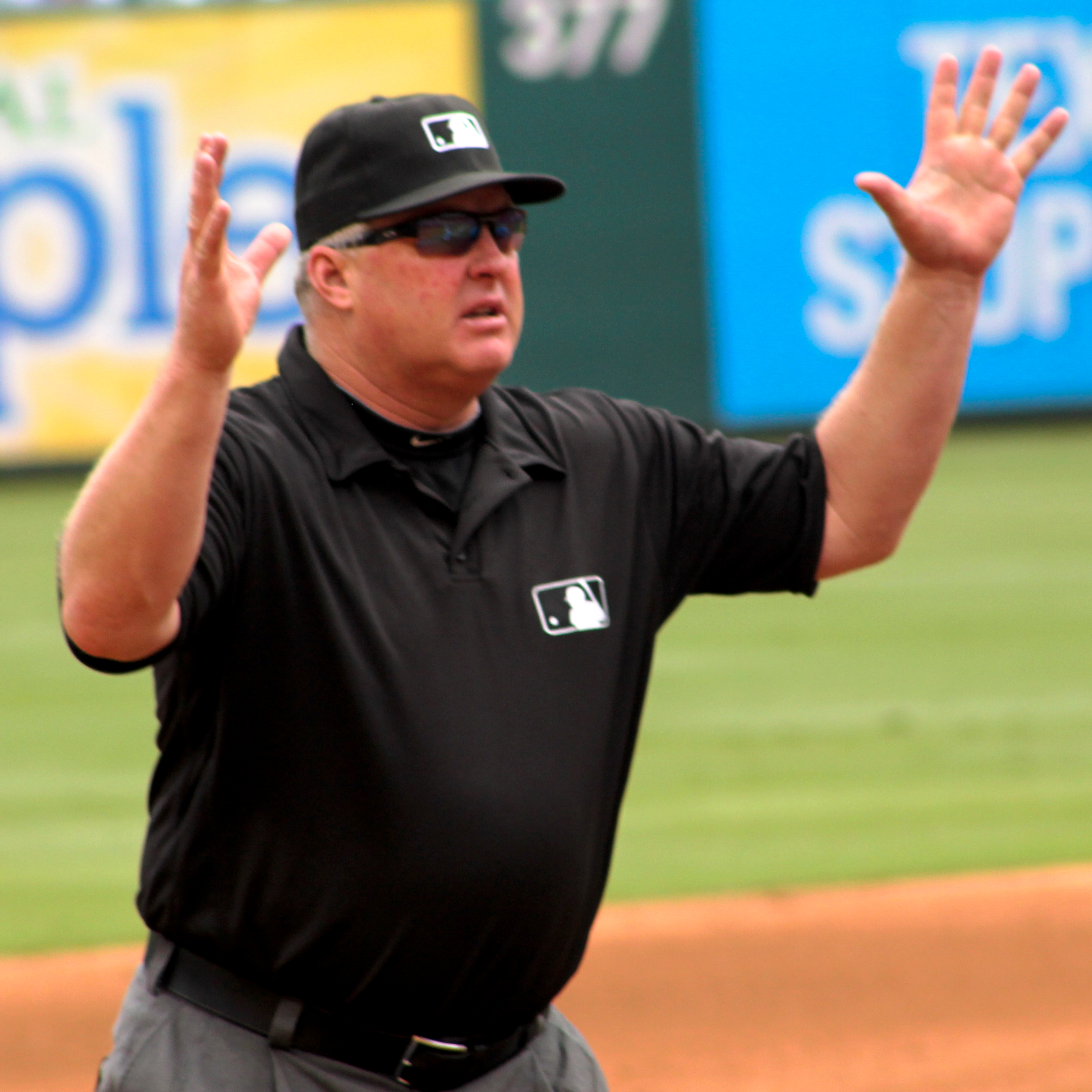
L'arbitre Bill Miller signale une fausse balle.

Une balle frappée hors des limites du terrain mais attrapée par un joueur en défense sans qu'elle n'ait au préalable touché le sol, ou qui a rebondi sur la clôture du champ extérieur, ou même un spectateur, n'est pas considérée comme une fausse balle, mais plutôt comme un retrait. Si le joueur en défense rate son attraper, le frappeur ainsi que les coureurs pourront tenter d'atteindre une nouvelle base. Dans cette éventualité, le joueur en défense devrait se voir débiter d'une erreur, alors que le frappeur ne sera pas crédité d'un coup sûr même s'il atteint la première base.
Si l'attrapé est réalisé en territoire des fausses balles, rien n'empêche les coureurs d'avancer au coussin suivant s'ils amorcent leur course et quittent leurs bases seulement après que l'attrapé ait été réalisé, à la manière d'un amorti. Ils avancent cependant à leurs risques, et peuvent être retirés autour des bases. Ce jeu risque de se produire lorsque la balle est attrapée de volé hors-jeu, mais loin dans le champ extérieur, ce qui augmente les probabilités qu'un coureur soit safe en tentant d'avancer d'une base. Si un coureur s'est trop éloigné de sa base initiale, et que la balle frappée en hauteur est attrapée par un joueur en défense, il devra retourner vers la base où il se trouvait, et risque d'être retiré si le relais le devance.

## Compte balles-prises
Dans le compte balles-prises enregistré contre le frappeur, une fausse balle compte pour une prise (strike en anglais), sauf s'il y a déjà deux prises d'enregistrées, auquel cas une nouvelle fausse balle ne pourra être considérée comme la troisième prise qui retirerait le frappeur. Il n'est pas rare d'assister à un long duel entre un lanceur et un frappeur qui frapperait de nombreuses fausses balles. Seule exception : si une tentative d'amorti se termine par une balle atterrissant en territoire des fausses balles, et qu'il y a déjà deux prises au compte du frappeur, cette fausse balle comptera pour une troisième prise, et le frappeur sera éliminé.

## Particularités

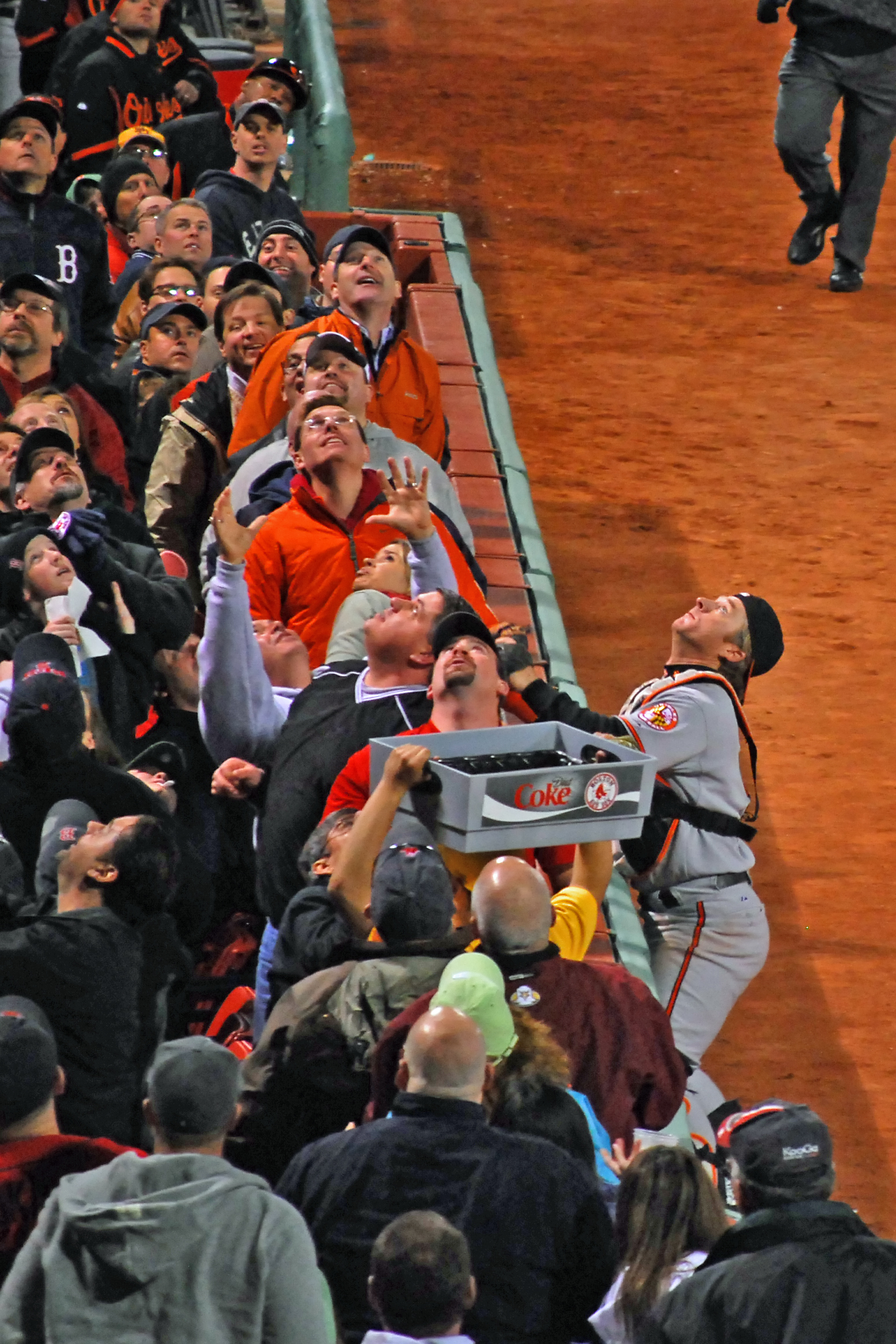
Le receveur Gregg Zaun s'approche des gradins dans l'espoir d'attraper la fausse balle.

Un joueur en défense ne peut enregistrer un retrait s'il attrape une balle hors-jeu lorsqu'il se trouve dans l'un des abris des joueurs. Il peut s'en approcher et même attraper la balle au-dessus de l'abri, mais doit garder au moins un pied sur le terrain alors que l'autre pied ne se trouve pas dans l'abri. La même règle s'applique lorsque le joueur s'approche des gradins : il peut attraper la balle et permettre un retrait si la balle est au-dessus des spectateurs mais ne peut en aucun cas mettre un pied dans les estrades.
Lorsque la balle dévie sur le bâton du frappeur et atterrit dans le gant du receveur sans avoir touché le sol ou le marbre (appelé foul tip en anglais), une prise est enregistrée même si le frappeur n'a pas complété son élan pour frapper la balle. Cette situation peut servir de troisième prise, donc de retrait.